# Colwyn Bay FC
Colwyn Bay FC är en walesisk fotbollsklubb i Old Colwyn i Conwy, grundad 1881. Hemmamatcherna spelas på Llanelian Road. Smeknamnet är The Seagulls.

## Historia
Klubben kan spåra sina rötter ända till 1881 när den första fotbollsklubben i Colwyn Bay bildades. De gick med i North Wales Coast Football League 1901 och spelade i ligan tills den lades ned 1921, då de gick med i Welsh National League. 1930 var de med och startade North Wales Football Combination och gjorde på samma gång sin entré i engelsk fotboll då ligan hade en del av sitt upptagningsområde i Cheshire. Man vann den nya ligan det första året som den spelades och flyttade sedan vidare till Birmingham & District League. Då man upplevde resandet som jobbigt i den West Midland baserade ligan gick man 1937 med i Welsh League (North), där man sedan kom att spela i många år. 1983 och 1984 vann man ligan och bestämde sig för att söka utmaningar på högre nivåer, detta innebar att man säsongen 1984-85 gick med i North West Counties Football League Division Three. 
Första säsongen kom man på en andra plats och flyttades upp till Division Two. Där spelade man två säsonger innan man flyttades upp till Division One inför säsongen 1987-88. Den säsongen nådde man FA-cupens första omgång för första gången i klubbens historia, där mötte man Northwich Victoria som vann med 1-0. Säsongen 1990-91 kom man på andra plats i ligan men flyttades ändå upp i Northern Premier League då South Liverpool lade ned verksamheten. 
Trots att man vann Northern Premier League First Division första säsongen (1991-92), så fick man snart problem då FAW bestämde sig för att förbjuda walesiska lag att spela i engelska ligor om de inte spelade i Football League eller Premier League då man ville få bättre kvalitet på sin nya liga League of Wales. Efter att ha förlorat i domstol tvingades Colwyn Bay att lämna Wales för ett tillfälligt hem i Northwich och Ellesmere Port då de ville fortsätta att spela i NPL. Klubben överklagade de nya reglerna och vann i High Court i London, april 1995, vilket gjorde att de kunde flytta tillbaka till Wales.
När Bryn Jones slutade som manager efter 18 år efter säsongen 2000-01 började en karusell med sex managers som slutat självmant eller fått sparken. Samtidigt så har man ramlat ur NPL:s Premier League och spelar sedan säsongen 2003-04 i Division One. Som ett led i The Football Associations omstrukturering av National League System (NLS) bildades inför säsongen 2007-08 två nya regionala divisioner i Northern Premier League, (Division One North och Division One South) och Colwyn placerades då i Division One South. Inför säsongen 2008-09 bytte de till Division One North.
I maj 2008 sa tränaren Steve Pope upp sig på grund av personliga skäl den 7 september och Mark Cartwright gick in tillfälligt som tränare.
Då man var en walesisk fotbollsklubb som spelade i en engelsk liga kunde man spela i både FA-cupen och Welsh Cup tills Walesiska FA bestämde att bara klubbar som spelar i walesiska ligasystemet får delta i Welsh Cup.
Inför säsongen 2019/2020 återvände Colwyn Bay till det walesiska ligasystemet för spel i andradivisionen Cymru North.

### FA-cupen
Säsongen 1995-96 tog man sig till FA-cupens 2:a omgången, man förlorade med 2-0 på bortaplan mot Blackpool. 

### Welsh Cup
Vid tre tillfällen (1929-30, 1982-83 och 1991-92) har man tagit sig till semifinal i Welsh Cup.

## Meriter
- Northern Premier League First Division: 1991-92
- Welsh League (North): 1983, 1984
- North Wales Football Combination: 1930-31
- Welsh National League League Cup: 1928
- North Wales Coast Challenge Cup: 1982, 1983, 1984, 1992, 1996 och 1998